# Yeung Chi Ka
Yeung Chi Ka (chiń. trad. 楊子加; ur. 19 sierpnia 1994) – hongkoński florecista, brązowy medalista mistrzostw świata. 
Podczas mistrzostw świata w Mediolanie w 2023 roku reprezentanci Hongkongu w składzie: Cheung Ka Long, Ryan Choi, Leung Chin Yu i Yeung Chi Ka zdobyli drużynowo brązowy medal. Drużynowo był też między innymi piąty na mistrzostwach świata w Budapeszcie w 2019 roku.
Ponadto wywalczył drużynowo: brązowy medal na igrzyskach azjatyckich w Inczonie w 2014 roku, srebrny na igrzyskach azjatyckich w Dżakarcie w 2018 roku oraz kolejny brązowy na igrzyskach azjatyckich w Hangzhou (2022).